# Шевель Вікторія Іванівна
Вікторія Іванівна Ше́вель (нар. 11 квітня 1976 в смт Іванків Київської області) — українська поетеса і волонтерка. Авторка семи поетичних збірок. Членкиня Асоціації поетів-ронделістів України.

## Життєпис
Закінчила у 1993 році ЗСШ № 5 міста Переяслава.
Закінчила медичний факультет Національного медичного університету імені О. О. Богомольця за спеціальністю — лікар-терапевт (2001). Інтернатура за спеціальністю терапія на кафедрі терапії НМУ Богомольця (2001—2002). У 2002—2008 працювала дільничним лікарем-терапевтом в поліклініці № 3 Солом'янського району м. Києва.
З 2008 — на державній службі у Департаменті охорони здоров'я виконавчого органу Київради (КМДА). Мешкає в Переяславі.

## Творчість
Авторка книг поезії:
- «У любові спокою немає» («Плато», 2011),
- «Я хочу зливи» («Знання України», 2013),
- «Намистинка» («Гамазин», 2016), ISBN 978-966-279-041-2[2][3]
- «На підборах/На абцасах» (Мінськ, «Галіяфы», 2019), ISBN 978-985-7209-30-9[4]
- «Зроби мені осінь» / Вікторія Шевель. — Львів, Літературна агенція «Піраміда», 2020. — 76 с. ISBN 978-966-441-633-4.[5] Електронна версія
- «Розхристані: поетичний календар» / Вікторія Шевель. — Львів: ЛА «Піраміда», 2022. — 436 с. ISBN 978-966-441-725-6. Електронна версія
- «Музеями душі стають» (Київ, Видавничий Будинок «Аванпост-Прим». 2022)[1]

Друкувалася на сторінках «Антологія сучасної новелістики та лірики України» (2015), літературно-художніх альманахів «Скіфія — ЛІТО — 2015», «Скіфія — ОСІНЬ —2015», літературно-мистецького журналу «Склянка Часу ZEITGLAS» N86 (видавництво «Склянка Часу*Zeitglas», м. Канів). Співавтор збірки поезій «Танець семи покривал» (ПП «Щербатих О. В.», 2018)
Вірші Вікторії Шевель видані окремою збіркою «На підборах/На абцасах» («Галіяфи», Мінськ, 2019) у перекладі білоруською Миколою Адамом.
2023 року упорядкувала антологію «шраМИ» — хроніку війни у художньому слові 18 митців Київського літературного клубу.

## Відзнаки
- Дипломант конкурсу «Коронація слова — 2020» у номінації «Пісенна лірика».[9]
- Лауреатка 25-го літературного конкурсу «З точки зору осені»[1]